# Río Froya
El Froya es un río afluente del Duero por su margen izquierda, en la provincia de Salamanca, Comunidad Autónoma de Castilla y León, España.

## Curso
Desemboca en el río Duero en el término municipal de La Fregeneda. Se cruza con la Línea La Fuente de San Esteban-Barca de Alba. Pasa por las localidades de Hinojosa de Duero y Lumbrales.